# Бубенко, Адалбертс
Адалбертс Бубенко (латыш. Adalberts Bubenko, 16 января 1910 — 7 июля 1983) — латвийский легкоатлет. На Олимпийских играх 1936 года Адалбертс Бубенко завоевал бронзовую медаль в спортивной ходьбе на дистанции 50 км. Бубенко — один из трёх призёров Олимпийских игр в истории довоенной Латвии.